# تابوت بسته (رمان)

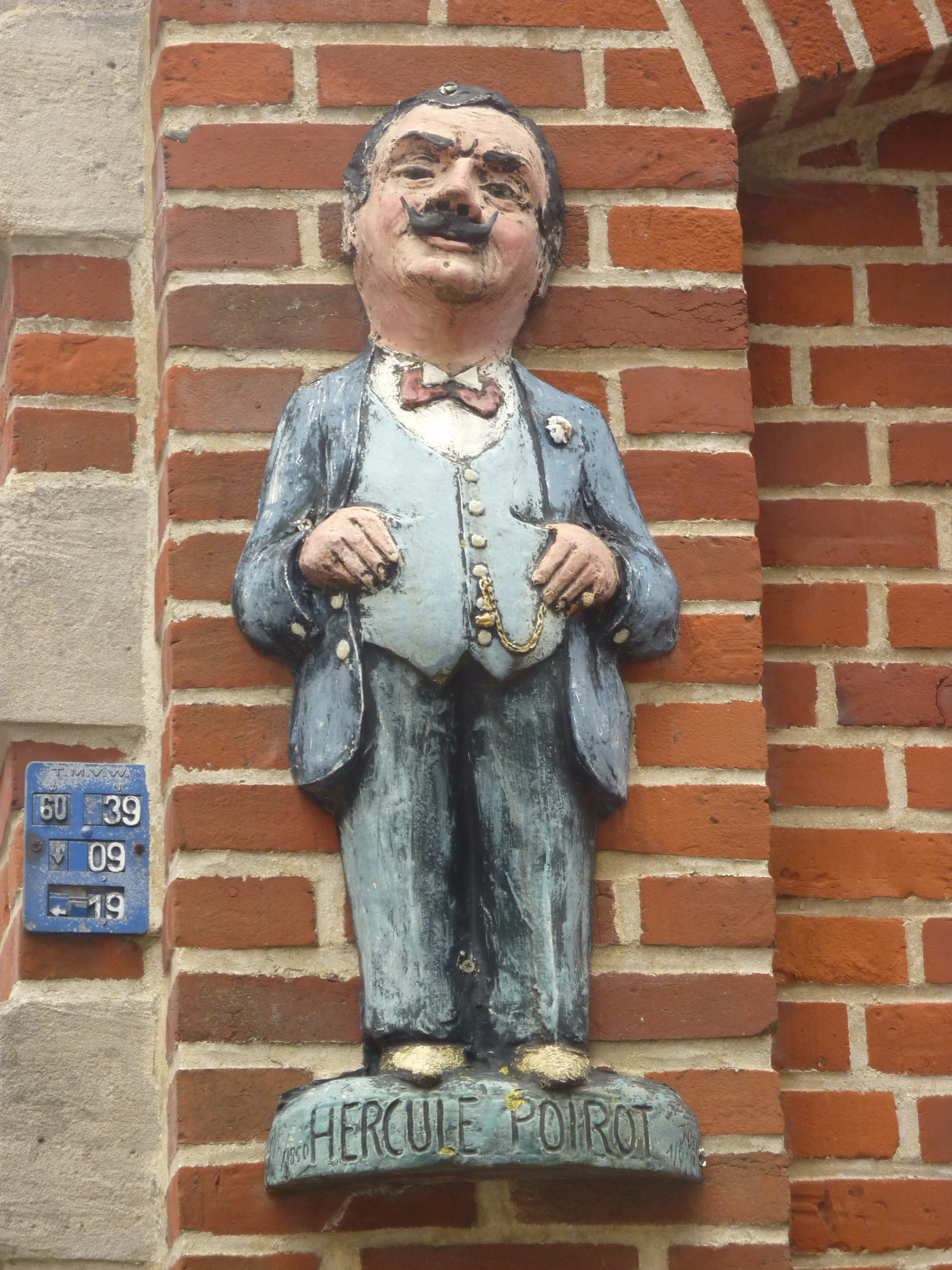
تندیس هرکول پوآرو

تابوت بسته یک داستان کارآگاهی نوشته نویسنده بریتانیایی سوفی هانا با حضور کاراکتر پرداخته شده توسط آگاتا کریستی، هرکول پوآرو می‌باشد. سوفی هانا اولین نویسنده‌ای است که با اجازه از خانواده آگاتا کریستی، توانسته داستان‌های جدید برای کاراکترهای او بنویسد. آثار هانا در ساختار و استعاره، دوران طلایی داستان‌های کارآگاهی را تداعی می‌کنند. کتاب تابوت بسته حتی شامل یک نقشه از خانه است که قتل در آن رخ می دهد؛ چنین نقشه‌هایی گاهی در کتاب‌های این دوران استفاده می‌شدند تا به خواننده در حل معما کمک کنند.

## داستان
لیدی آدلیندا پلیفورد، نویسنده یک مجموعه کتاب معمایی کودکان، فرزندان، وکلا، هرکول پوآرو و ادوارد کچپول کارآگاه اسکاتلندیارد را در خانه خود در ایردلند گرد هم می‌آورد. او قصد دارد تغییراتی را در وصیت نامه خود اعلام کند که نزدیکان او را شوکه می‌کند؛ قصد دارد که همه اموال خود را به منشی خود که از بیماری لاعلاج رنج برده و تنها چند هفته زنده می‌ماند به ارث بگذارد.
پوآرو شک می‌کند که او و کچپول برای جلوگیری از یک قتل دعوت شده‌اند، اما با وجود تلاش‌هایشان یک نفر به قتل می‌رسد و مقتول کسی که انتطارش را داشته‌اند، نبوده است.